# Hestehaven Station
Hestehaven Station er en letbanestation på Odense Letbane, beliggende på Hestehaven ved Hjalleseparken i Odense-forstaden Hjallese. Stationen åbnede sammen med letbanen 28. maj 2022.
Letbanen ligger på den nordlige side af Hestehaven langs med en kombineret gang- og cykelsti. Stationen ligger lige vest for indkørslen til Hjalleseparken og består af to spor med hver sin sideliggende perron. Der er spærret for gennemkørsel for køretøjer ved stationen. De nærliggende Kærlandsvej og Hedelandsvej er også spærret for køretøjer ud mod Hestehaven.
Hjalleseparken er et kvarter med toetages rækkehuse nord for stationen. Nordvest for stationen ligger der et kvarter med parcelhuse og enetages rækkehuse. Området syd for er et erhvervsområde med bilsælgere og andre virksomheder.

## Galleri
- Hestehaven Station under færdiggørelse i juli 2020.

Hestehaven
| Foregående station                    |  | Odense Letbane                       |  | Efterfølgende station |
| ------------------------------------- |  | ------------------------------------ |  | --------------------- |
| Parkering Odense Syd mod Tarup Center |  | Tarup Center - Hjallese fra maj 2022 |  | Hjallese Endestation  |